# Jacek Sobala
Jacek Sobala (ur. 1960 w Nysie) – polski aktor, dziennikarz radiowy i telewizyjny, w latach 2017–2018 prezes zarządu Polskiego Radia.

## Życiorys
Jest absolwentem Państwowej Wyższej Szkoły Teatralnej w Warszawie (1984). W latach 80. XX wieku grał drugoplanowe role filmowe i epizody w serialach telewizyjnych. Był aktorem warszawskich teatrów Studio i Rampa.
W latach 90. zaczął pracę jako dziennikarz radiowy, rezygnując z aktorstwa. Pracował między innymi w Radiu Solidarność, Radiu Eska, Tok FM oraz Radiu PiN, z którego odszedł w 2003, by prowadzić program Puls wieczoru w TV Puls.
6 lipca 2006 powrócił na kierownicze stanowisko jako dyrektor Polskiego Radia Bis. Wprowadził wiele zmian w stacji, likwidując audycje autorskie, rezygnując z bardziej radykalnych gatunków muzycznych: z ramówki zdjęta została prowadzona przez Maksa Cegielskiego audycja Masala, popularna audycja Mocne nocne zastąpiona została przez Nocny oddech muzyki. Oprócz Maksa Cegielskiego, pracę w stacji straciło wtedy jeszcze kilku innych znanych dziennikarzy. Raper Duże Pe sam pożegnał się ze słuchaczami rapując na antenie „Otwarty list do Radia Bis”. Sobala skomentował przeprowadzone zmiany zamieszczając na stronie internetowej stacji zdanie „Sorry, ziomale”.
1 maja 2007 objął stanowisko dyrektora Programu I Polskiego Radia, zastępując na tym stanowisku Marcina Wolskiego. Ze stanowiska został odwołany 28 listopada 2008. Od 7 października 2007 prowadził program Jacek Sobala zaprasza na antenie TVP Info. 29 grudnia 2009 został nowym dyrektorem Programu III Polskiego Radia, zastępując na tym stanowisku Magdalenę Jethon. Ze stanowiska został odwołany 26 maja 2010. 9 marca 2017 został wybrany na stanowisko prezesa zarządu Polskiego Radia. Zastąpił Barbarę Stanisławczyk-Żyłę. 17 sierpnia 2018 został zawieszony w czynnościach prezesa przez zarząd. 28 sierpnia 2018 został odwołany z funkcji prezesa Polskiego Radia.
Od 2019 jest dziennikarzem Telewizji Republika. Od maja 2019 do 19 marca 2025 prowadził swój autorski program publicystyczny Mówi się..., który odbywał się z telefonicznym udziałem widzów, początkowo rozmowy były na żywo, w ostatnich miesiącach nadawania programu odbiorcy nagrywali się i wypowiedzi później były emitowane w programie. Od września 2023 do sierpnia 2024 był także jednym z prowadzących główne wydanie serwisu informacyjnego Dzisiaj, a od maja do sierpnia 2024 prowadził również publicystyczną kontynuację programu – Gość Dzisiaj. Kontrowersje wzbudziła jedna z audycji Sobali, w której kierował groźby pod adresem premiera Donalda Tuska. Nadawca programu, TV Republika została ukarana przez KRRiT i w konsekwencji, bez zapowiedzi program zdjęto z ramówki. Od 28 czerwca 2025 jest jednym z prowadzących programu Republika nocą w tejże stacji.

## Życie prywatne
Był mężem aktorki Małgorzaty Pieńkowskiej, z którą ma córkę Inę (ur. 1991).

## Filmografia
- 1991 – Pogranicze w ogniu jako Hauptsturmführer Knothe
- 1986 – Zmiennicy jako boy hotelowy
- 1986 – Tulipan jako milicjant aresztujący „Tulipana” przed parkiem
- 1985 – Chrześniak jako Lutek Purowski
- 1984 – 111 dni letargu